# Cratere Teruel
Teruel è un cratere sulla superficie di Mathilde.